# Abd Alláh bin Abd al-Azíz
Abd Alláh bin Abd al-Azíz (arabsky عبد الله بن عبد العزيز آل سعود‎, 1. srpna 1924 Rijád – 23. ledna 2015 Rijád) byl králem Saúdské Arábie od roku 2005 do roku 2015.
Začal vládnout po smrti svého nevlastního bratra Fahda v roce 2005. Od roku 1962 do 2005 byl velitelem Saúdské Arabské Národní gardy a od roku 1996 do 2005 korunním princem. Byl jedním z nejbohatších monarchů na světě, jeho majetek se odhadoval v přepočtu na 348 mld. Kč.
Jeho nástupcem se stal Salmán bin Abd al-Azíz.

## Rodina
Král Abdalláh měl přes 30 manželek a je otcem více než 40 dětí.
Jednou z jeho žen byla také princezna Alanoud Al Fayez, s níž se oženil, když jí bylo 15 let. Poprvé jej viděla v den svatby. Porodila mu čtyři dcery. Alanoud, která od rozvodu žije v Londýně, tvrdí, že jejich dcery jsou od roku 2001 vězněny v královském paláci ve městě Džidda. Podle matky nesmějí opouštět dům bez ozbrojených stráží ani odjet ze země.

## Vyznamenání
- velkokomtur Řádu koruny Malajsie – Malajsie, 24. ledna 1982[3]
- velkokříž Řádu zásluh o Italskou republiku – Itálie, 19. července 1997[4]
- čestný rytíř velkokříže Řádu lázně – Spojené království, 1998[5]
- velkokříž Řádu dobré naděje – Jihoafrická republika, 1999[6]
- velkokomtur Řádu obránce říše – Malajsie, 2003
- Řád přátelství I. třídy – Kazachstán, 2004
- velkohvězda Čestného odznaku Za zásluhy o Rakouskou republiku – Rakousko, 2004
- člen I. třídy Řádu Pákistánu – Pákistán, 1. února 2006[7]
- Královský Viktoriin řetěz – Spojené království, 2007
- Řád Turecké republiky – Turecko, 2007
- Řád zlatého rouna – Španělsko, 15. června 2007[8]
- rytíř Řádu bílé orlice – Polsko, 25. června 2007
- velkokříž s řetězem Řádu zásluh o Italskou republiku – Itálie, 19. července 1997[9]
- velkokříž s řetězem Řádu Jižního kříže – Brazílie, 2009[10]
- velkostuha Národního řádu cedru – Libanon, 31. července 2010[11]
- velkokříž Řádu osvoboditele generála San Martína – Argentina